# NGC 4692
NGC 4692 (NGC 4702) é uma galáxia elíptica (E) localizada na direcção da constelação de Coma Berenices. Possui uma declinação de +27° 13' 20" e uma ascensão recta de 12 horas, 47 minutos e 55,2 segundos.
A galáxia NGC 4692 foi descoberta em 11 de Abril de 1785 por William Herschel.